# Rappin
Rappin er en by og kommune i det nordøstlige Tyskland, beliggende under Landkreis Vorpommern-Rügen på øen Rügen. Landkreis Vorpommern-Rügen ligger i delstaten Mecklenburg-Vorpommern.
Rappin er beliggende cirka 15 kilometer nordvest for Bergen auf Rügen. Kommunen ligger syd for Großer Jasmunder Bodden og Tetztitzer Sees, der er en udbugtning af noret. I kommunen finder man Banzelvitzer Berge, der er vestenden af en endemoræne tværs over Rügen.

## Bebyggelser
- Rappin
- Bubkevitz
- Groß Banzelvitz
- Helle
- Kartzitz
- Lüßmitz
- Moisselbritz
- Neu Kartzitz
- Tetzitz
- Zirmoisel